# 470-479
De jaren 470-479 (van de christelijke jaartelling) zijn een decennium in de 5e eeuw.

## Belangrijke gebeurtenissen

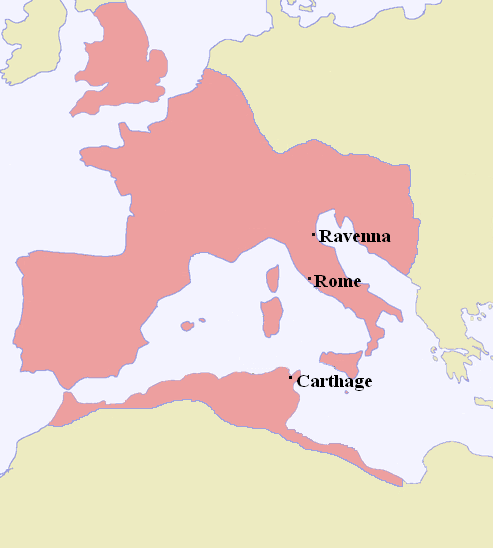
West-Romeinse Rijk

### Romeinse Rijk
- 471 : De machtigste man van het Oost-Romeinse Rijk Aspar wordt vermoord.
- 472 : De West-Romeinse keizer Anthemius van Rome wordt uit de weggeruimd en vervangen door Olybrius.
- 472 : De machtigste man van het West-Romeinse Rijk Ricimer sterft, hij wordt vervangen door zijn neef Gundobad.
- 472 : Keizer Olybrius sterft en wordt niet vervangen.
- 473 : Keizer Leo I van Byzantium moeit zich met de keizersopvolging. Gundobad duidt vlug Glycerius aan.
- 474 : Keizer Leo I aanvaardt de kandidaat niet en benoemt zijn neef Julius Nepos tot keizer van het West-Romeinse Rijk.
- 474 : Keizer Leo I sterft en wordt opgevolgd door zijn zevenjarige kleinzoon Leo II van Byzantium. Leo II sterft enkele maanden later en wordt opgevolgd door zijn vader Zeno, die getrouwd was Ariadne, de dochter van Leo I.
- 475 : Basiliscus, de schoonbroer van Leo I, verjaagt Zeno
- 475 : Julius Nepos zet Magister militum Gundobad af en vervangt hem door Orestes. Niet erg slim, want Orestes verjaagt Julius Nepos en zet zijn eigen zoon Romulus Augustulus op de keizersstoel.
- 476 : Val van het West-Romeinse Rijk. Odoaker, een Germaanse veldheer vermoordt Orestes en zet Romulus Augustulus af.
- 476 : Zeno herovert zijn troon.
- 479 : Marcianus poogt een staatsgreep.

## Heersers

### Europa
- Bourgondiërs: Gundioc (456-473), Godigisel (473-501), Chilperik II (473-493), Gundomar (473-486)
- Salische Franken: Childerik I (ca. 458-481)
- Gwynedd: Einion Yrth ap Cunedda (ca. 470-490)
- Italië: Odoaker (476-493)
- Longobarden: Hildeoc (ca. 460-480)
- Ostrogoten:
  - in Gallië: Vidimir (454-473)
  - in Pannonië: Valamir (454-473), Theodorik de Oudere (473-481)
  - in Italië: Theodemir (454-474), Theodorik de Grote (474-526)
- West-Romeinse Rijk: Anthemius (467-472), Olybrius (472), Glycerius (473-474), Julius Nepos (474-475/480), Romulus Augustulus (475-476)
- Oost-Romeinse Rijk: Leo I (457-474), Leo II (474), Zeno (474-491)
  - tegenkeizer: Basiliscus (475-476)
- Gallo-Romeinse Rijk: Syagrius (464-486)
- Vandalen: Geiserik (428-477), Hunerik (477-484)
- Visigoten: Eurik (466-485)

### Azië
- China
  - Liu Song: Liu Song Mingdi (465-472), Liu Song Houfeidi (473-477), Liu Song Shundi (477-479)
  - Noordelijke Wei: Beiwei Xianwendi (466-471), Beiwei Xiaowendi (471-499)
  - Zuidelijke Qi: Qi Gaodi (479-482)
- India (Gupta's): Purugupta (467-473), Kumaragupta II (473-476), Budhagupta (476-495)
- Japan (traditionele data): Yuryaku (456-479)
- Korea
  - Koguryo: Jangsu (413-491)
  - Paekche: Gaero (455-475), Munju (475-477), Samgeun (477-479), Dongseong (479-501)
  - Silla: Jabi (458-479), Soji (479-500)
- Perzië (Sassaniden): Peroz (459-484)

### Religie
- paus: Simplicius (468-483)
- patriarch van Alexandrië: Timoteüs III (460-475, 477-482), Timoteüs II (475-477), Petrus III (477)
- patriarch van Antiochië: Julianus (466-476), Petrus de Voller (476-488)
- patriarch van Constantinopel: Gennadius I (458-471), Acacius (471-488)
- patriarch van Jeruzalem: Anastasius I (458-478), Martyrius (478-486)

<< · 470 · 471 · 472 · 473 · 474 · 475 · 476 · 477 · 478 · 479 · >>
<< · 400-409 · 410-419 · 420-429 · 430-439 · 440-449 · 450-459 · 460-469 · 470-479 · 480-489 · 490-499 · >>